# Campania din Africa (Primul Război Mondial)

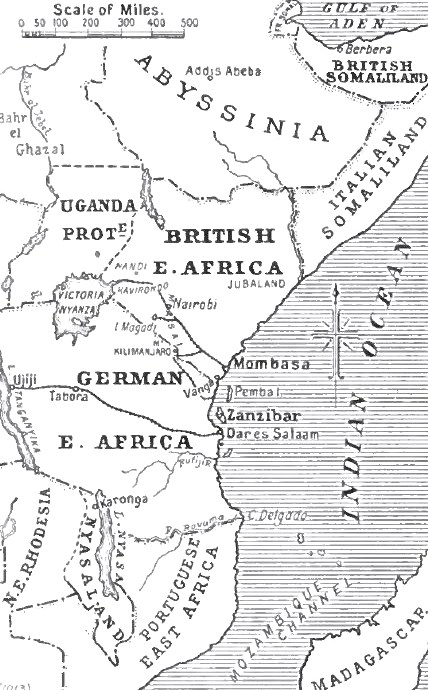
Africa de Est, 1914–1918

Campania din Africa din Primul Război Mondial a inclus o serie de bătălii și acțiuni de gherilă, inițial pe teritoriile germane ale Africii de Est și Vest, cu răspândire ulterioară în Mozambic, Rhodesia de Nord, Africa de Est Britanică, Uganda, Camerun și Congo Belgian. Campania a luat sfârșit în noiembrie-decembrie 1918. Forțele germane au pătruns în Africa de Est portugheză și au continuat acțiunile militare folosindu-se de proviziile portugheze.